# اورانیوم-۲۳۶
اورانیوم ۲۳۶ (236U) یکی از ایزوتوپ‌های اورانیوم است که در حالت شکافت‌پذیر همراه با نوترون‌های گرمایی یا مادهٔ بارور خوب وجود دارد، اما به‌طور کلی به‌عنوان یک زبالهٔ هسته‌ای خطرناک و با ماندگاری طولانی در نظر گرفته می‌شود. این ماده در سوخت هسته‌ای مصرف‌شده و اورانیوم بازیافت‌شده که از سوخت هسته‌ای مصرف‌شده حاصل می‌شود، یافت می‌شود.نیمه عمر این ایزوتوپ ۲۳۴۸۰۰۰۰ سال است.